# Анджиевский
Анджие́вский (бывш. Стеклозавод им. Анджиевского) — посёлок городского типа в составе Минераловодского района (городского округа) Ставропольского края России. Население — 5943 чел. (2025).

## Географическое положение
Расположен в Предкавказье, на юго-восточной окраине Ставропольской возвышенности, на высоте 318 м над уровнем моря. Территория посёлка находится в равнинной местности и относится к степной зоне, где преобладают каштановые почвы (до 30 %).
Северная окраина Анджиевского проходит по руслу реки Кумы, которое на всём протяжении имеет извилистую форму. Правый берег реки — обрывистый, высотой до 8 м; пойма в некоторых местах достигает отметки 400 м. Вся эта территория является подтопляемой зоной. На севере посёлок Анджиевский граничит с посёлком Первомайским, на юге и востоке — с городом Минеральные Воды, на западе — с посёлком Кумским и хутором Славянским.
Протяжённость границ посёлка — 2,6 км с севера на юг и 1,8 км с запада на восток; общая площадь — 2,45 км². Расстояние до краевого центра — 126 км, до районного центра — 5 км.

## Климат
Территория посёлка относится к южному климатическому району. Зима умеренно мягкая, со среднемесячной температурой января от −3,0 до 5,0 °С и минимальной температурой от −32 до −34 °С. Продолжительность безморозного периода составляет 180−195 дней. Лето жаркое, со среднемесячной температурой июля от +22 до +24 °С и максимальной температурой до +35 °С. В течение года на данной территории в среднем выпадает 450—550 мм осадков:7.

## История
Рабочий посёлок Анджиевский Минераловодского района Северо-Кавказского края образован 21 января 1929 года:132 в 5 км от железнодорожной станции Минеральные Воды, на линии Армавир — Прохладная. Своё название получил в честь революционера Григория Григорьевича Анджиевского, имя которого также носит одна из улиц населённого пункта.
До революции на месте посёлка располагались бараки рабочих, живших при построенном на правом берегу Кумы стекольном заводе, который в советское время, после технической реконструкции, был преобразован в Минераловодский стекольный завод имени Анджиевского и затем выпускал товары народного потребления.
В 1973 году вступило в строй второе по счёту промышленное предприятие — завод железобетонных напорных труб. Его появление способствовало дальнейшему развитию посёлка. Начиная с 1978 года здесь были построены общежитие на 115 семей, 11 коттеджей, 4 многоквартирных жилых дома, спортивный комплекс. К 1979 году в посёлке имелись парк культуры и отдыха, Дом культуры, средняя общеобразовательная школа, торговый комплекс.
На 1 января 1983 года посёлок находился в подчинении Минераловодского городского Совета:8.

## Местное самоуправление
С 2004 года по 2015 год посёлок образовывал упразднённое городское поселение посёлок Анджиевский.
Местное самоуправление представляли Дума посёлка, состоявшая из 10 депутатов, и местная администрация.

## Население
| 1931  | 1939  | 1959  | 1970  | 1979  | 1989  | 2002  | 2009  | 2010  |
| ----- | ----- | ----- | ----- | ----- | ----- | ----- | ----- | ----- |
| 1386  | ↗2278 | ↗2373 | ↗3004 | ↗4421 | ↗5317 | ↗6636 | ↘6609 | ↗6680 |
| 2011  | 2012  | 2013  | 2014  | 2015  | 2016  | 2017  | 2018  | 2019  |
| ↘6677 | ↘6645 | ↘6569 | ↘6528 | ↘6460 | ↘6413 | ↘6393 | ↘6312 | ↘6242 |
| 2020  | 2021  | 2023  | 2024  | 2025  |       |       |       |       |
| ↘6197 | ↘6117 | ↘6039 | ↘6011 | ↘5943 |       |       |       |       |

На 1 января 2017 года посёлок Анджиевский — самый малочисленный из 26 городских населённых пунктов Ставропольского края.
Демографические показатели
За 2008—2012 годы средняя численность родившихся составила 74 чел. (коэффициент рождаемости — 1,12 ‰), средняя численность умерших — 84 чел. (коэффициент смертности — 1,27 ‰). Средний коэффициент естественного прироста за указанный период равен 0,15 ‰. Средняя продолжительность жизни мужчин — 67 лет, женщин — 78 лет.
Гендерный состав
По итогам переписи населения 2010 года проживали 2978 мужчин (44,58 %) и 3702 женщины (55,42 %).
Национальный состав
По итогам переписи населения 2010 года проживали следующие национальности (национальности менее 1 %, см. в сноске к строке "Другие"):
| Национальность | Численность | Процент |
| -------------- | ----------- | ------- |
| Русские        | 5688        | 85,15   |
| Ногайцы        | 250         | 3,74    |
| Армяне         | 155         | 2,32    |
| Украинцы       | 79          | 1,18    |
| Другие         | 508         | 7,60    |
| Итого          | 6680        | 100,00  |

По данным администрации муниципального образования посёлок Анджиевский в 2012 году число русских составило 4776 чел., украинцев — 540 чел., ногайцев — 363 чел., армян — 311 чел., грузин — 83 чел., греков — 71 чел., осетин — 49 чел., чеченцев — 20 чел., азербайджанцев — 16 чел., белорусов — 10 чел., прочих — 361 чел.

## Инфраструктура
- Детский сад № 9 «Лесная сказка»[44]. Открыт 18 августа 1975 года[45]
- Детский сад № 10 «Солнышко»[46]
- Средняя общеобразовательная школа № 4 имени Героя России Андрея Скрябина[47].
- Анджиевский культурно-досуговый комплекс с двумя библиотеками, стадионом и детскими спортивными площадками.
- Хореографические и танцевальные ансамбли «Каприз», «Ассорти», театральный кружок «Мельпомена»[6][48]
- Парк[49].
- Стадион[50][51].
- Два спортзала[50])[9].

Посёлок полностью газифицирован, оборудован канализацией, обеспечен холодным и горячим водоснабжением, электроэнергией, отоплением.

## Транспорт
Ввиду приближённости посёлка к административному центру Минераловодского района, на его территории отсутствуют организации, предоставляющие транспортные услуги. Транспортные средства, осуществляющие перевозку пассажиров на маршрутах общего пользования в границах Анджиевского, в основном находятся в распоряжении предприятий города Минеральные Воды.
Автомобильный транспорт
Улично-дорожная сеть посёлка насчитывает 27 улиц (в том числе три переулка и один проезд) с асфальтобетонным, гравийным, гравийно-щебёночным покрытием и 4 автомобильных дороги общего пользования (в том числе одну производственную) с асфальтобетонным покрытием. В 2015 году общая протяжённость улиц составила 13,25 км, общая протяжённость автодорог общего пользования местного значения — 13,3 км. Автомобильных дорог общего пользования федерального и регионального значения в границах посёлка не имеется.
Через Анджиевский проходят транзитные потоки со стороны города Минеральные Воды в направлении на автомобильную дорогу федерального значения Р217 «Кавказ». Организовано регулярное автобусное сообщение с районным центром и посёлком Кумским (маршруты № 1 «ЖД вокзал — п. Кумской», № 2 «ЖД вокзал — п. Анджиевский»), а также городом Пятигорском и посёлком Горячеводским (маршрут № 128 Б «Анджиевский, АП — Горячеводский, АС»). Указанные маршруты обслуживают автобусы малого класса.
Железнодорожный транспорт
С южной стороны посёлка, на полосе отвода железной дороги направлением Невинномысск — Минеральные Воды:43, расположен пассажирский остановочный пункт «Стекольный Завод», где делают остановку 4 пригородных поезда (электропоезда), следующие рейсами «Минеральные Воды — Кавказская» и «Невинномысская — Минеральные Воды» (из них 2 курсируют ежедневно и 2 — только по определённым дням). С восточной стороны, в 5 км, расположена узловая железнодорожная станция Минеральные Воды, откуда ежедневно отправляется 25 поездов пригородного сообщения (из них 5 — назначением на Георгиевск, Прохладную; 19 — на Кисловодск; 1 — на Армавир) и 20 поездов дальнего следования, идущих в Нальчик, Москву, Владикавказ, Ростов-на-Дону и другие города России.
Воздушный транспорт
В 2 км от Анджиевского, с южной стороны, находится международный аэропорт федерального значения Минеральные Воды, откуда осуществляются внутренние и международные рейсы в Москву, Санкт-Петербург, Сургут, Самару, Екатеринбург, Новый Уренгой, Омск, Барнаул, Уфу, Нижневартовск, Красноярск, Сочи, Актау, Бангкок, Баку, Ереван, Ташкент, Стамбул, Тель-Авив, Анталью и другие города.

## Связь и телекоммуникации
В посёлке имеются отделение почтовой связи (индекс 357217) с пунктом коллективного доступа в Интернет и автоматическая телефонная станция (на 1 января 2013 года ёмкость АТС составила 2100 телефонных номеров, обеспеченность местных жителей телефонными номерами — 318 номеров на 1000 человек). Услуги телефонной связи и широкополосного доступа в Интернет оказывает телекоммуникационная компания «Ростелеком».
Население в полном объёме пользуется услугами сотовой связи (2G, 3G, 4G), предоставляемыми операторами «Билайн», «МегаФон», «МТС», «Yota». В границах посёлка находится антенная опора (вышка) сотовой связи компании «МТС».
С октября 2015 года Ставропольским краевым радиотелевизионным передающим центром запущена трансляция пакета цифровых телеканалов «РТРС-1» (первый мультиплекс) для 6 населённых пунктов региона, включая посёлок Анджиевский. Установленный здесь телевизионный ретранслятор обеспечивает эфирное вещание на 23 ТВК (490 МГц):69.

## Промышленность и сельское хозяйство
Основными отраслями производства в посёлке являются стекольная и пищевая промышленность:68. На его территории расположены 6 крупных и средних промышленных предприятий, из них 2 производят пищевые продукты (обособленное структурное подразделение по производству и розливу минеральной воды ОАО «Ставропольский пивоваренный завод», кондитерский дом ООО «Деличе крем») и 3 — прочие продукты (АО «Кавминстекло», ООО «МКХП „Минераловодский элеватор“», филиал ООО «Завод Техноплекс город Минеральные Воды»). Сельскохозяйственное производство в посёлке не развито в связи с отсутствием земель сельскохозяйственного назначения.
К наиболее крупным организациям в сфере промышленности относятся завод «Кавминстекло» (ранее — Минераловодский стеклозавод имени Анджиевского), выпускающий полые стеклянные изделия, и комбинат «Минераловодский элеватор», осуществляющий переработку и хранение зерновых и масленичных культур. Ещё одно крупное предприятие — ООО «Стройтранс» (ранее — завод железобетонных напорных труб:26), занимавшееся строительными работами, изготовлением строительных материалов и торговлей строительным оборудованием, — по состоянию на 2016 год прекратило свою деятельность:25.
- Предприятие «Кавминстекло»

Старейшее промышленное предприятие в Ставропольском крае, одно из крупнейших производств стеклобутылок в России и СНГ. Образовано на базе Минераловодского стекольного завода (основан в 1898 году). В 1920-е годы было национализировано; в 1925-м ему присвоили имя Г. Г. Анджиевского. В период Великой Отечественной войны выпускаемые им бутылки использовались для изготовления зажигательных жидкостных гранат («коктейлей Молотова»). В послевоенные годы предприятие восстановило производство оконного стекла и стеклянной посуды (графинов, банок, стаканов и т. д.). В 1996 году было реорганизовано в ЗАО «Кавминстекло», в 2002 году — в АО «Кавминстекло», затем называлось «Сен-Гобен Кавминстекло», и с 2015 года вновь «Кавминстекло».
К 2005 году объём производства предприятия составил 450 млн бутылок в год, оно вошло в десятку ведущих российских производителей стеклотары. В 2005 году контрольный пакет акций «Кавминстекло» был приобретён одним из крупнейших мировых производителей стеклянных изделий — французским концерном Saint-Gobain, инвестировавшим в его реконструкцию более 30 млн евро. В 2006 году предприятие, получившее название ЗАО «Сен-Гобен Кавминстекло», после модернизации и наращивания производственной мощности могло перерабатывать около 700 тонн стекла в сутки. В 2014 году, по данным компании AnalyticResearchGroup, оно находилось на 2-м месте в топ-10 крупнейших производителей на рынке стекла в Северо-Кавказском федеральном округе, а в рейтинге Всероссийского социально-экономического проекта «Элита нации» заняло 20-е место среди 40 российских предприятий по производству полых стеклянных изделий. С 2015 года начало выпуск продукции под брендом Verallia, созданным концерном Saint-Gobain для рынка стеклянных бутылок и банок. В том же году получило лицензию на производство медицинской тары. Являлось поставщиком медицинского стекла для петербургской компании «Медполимер» — крупнейшего в России производителя инфузионных растворов. По состоянию на начало 2017 года мощность предприятия позволяет выпускать до 1,2 млн бутылок в сутки, обслуживающий персонал составляет около 500 чел.
Продукция «Кавминстекло» ежегодно демонстрируется на различных выставках, ярмарках, конкурсах и отмечена рядом наград. В 1995 году предприятие стало лауреатом национальной премии «Лидер российской экономики». В 2002 году одержало победу в III Всероссийском конкурсе «1000 лучших предприятий России» (54-е место), в 2005 году — в VII конкурсе по выпуску высококачественной и конкурентоспособной продукции среди организаций Ставропольского края. В 2009 году удостоено золотого логотипа конкурса «100 лучших товаров России».
- Минераловодский элеватор

Появлению предприятия предшествовало открытие 1 июня 1930 года Минераловодского хлебоприёмного пункта, располагавшегося на станции Минеральные Воды и состоявшего из двух хранилищ общей ёмкостью 2 тыс. тонн зерна. В 1935 году, с целью дальнейшего развития, пункт перевели в посёлок Анджиевский, где в 2002 году на его базе было образовано ООО «МКХП „Минераловодский элеватор“». По состоянию на 2017 год предприятие включает в себя 20 складов ёмкостью 57 тыс. тонн и заготовительный элеватор типа ЛВ-3х175 ёмкостью 21,8 тыс. тонн. Основными видами его деятельности являются приём, сушка, подработка, хранение и продажа зерна. Предприятие имеет многочисленные награды, почётные грамоты министерств сельского хозяйства Ставропольского края и Российской Федерации.
- ООО «Минводы-Кровля». Образовано 19 апреля 1958 года как Минераловодский рубероидный завод[95]

## Торговля и бытовое обслуживание
По данным Росстата в 2015 году в посёлке имелось 27 магазинов (в том числе супермаркет сети «Магнит»), 21 мини-маркет, 6 торговых павильонов, 4 предприятия общественного питания (в том числе общественная столовая на 50 посадочных мест), 4 ремонтные мастерские, 3 салона красоты, баня.

## Здравоохранение
По состоянию на 2013 год обеспеченность жителей посёлка медицинскими кадрами составляла: врачей — 15 человек; средний медицинский персонал — 27 человек.
- Амбулатория. Открыта 5 мая 1947 года[96]
- Минераловодский филиал Краевого наркологического диспансера[97]

## Религия
Жители Анджиевского, исповедующие православие, являются прихожанами Храма апостола и евангелиста Иоанна Богослова, относящегося к Минераловодскому благочинию Пятигорской и Черкесской епархии.
Возведение храма в посёлке началось в 2012 году по инициативе православной части населения и с благословения епископа Пятигорского и Черкесского Феофилакта. В 2013 году на строящееся здание были установлены шесть куполов и крестов после совершения чина их освящения. 6 октября 2014 года указом архиепископа Пятигорского и Черкесского Феофилакта настоятелем храма назначен иерей Александр Тарнакин, ранее нёсший послушание в Соборе Покрова Пресвятой Богородицы города Минеральные Воды; спустя три дня здесь состоялась первая Божественная литургия. 27 февраля 2016 года архиепископом Феофилактом было совершено освящение храма.
Богослужения проводятся по субботам, воскресеньям и праздничным дням. Престольный праздник прихожане отмечают 21 мая. При храме действует детская воскресная школа.

## Памятники
В Едином государственном реестре объектов культурного наследия (памятников истории и культуры) народов Российской Федерации и на портале «Культурное наследие» (закрыт в 2017 году) зарегистрированы следующие памятники истории федерального и регионального значения, расположенные в Анджиевском:
| Номер п/п | Наименование | Дата создания | Местонахождение                                                    | Статус и регистрационный номер                                                                                   |
| --------- | --- | ------------- | ------------------------------------------------------------------ | --- |
| 1.        | Братская могила 7800 мирных жителей, замученных немецко-фашистскими оккупантами в годы Великой Отечественной войны      | 1941—1945     |                                                                    | Объект культурного наследия народов РФ федерального значения. Рег. № 261711032170006 (ЕГРОКН), ОКН № 2600000414  |
| 2.        | Братская могила красных партизан, погибших в годы Гражданской войны, и воинов Советской Армии, погибших в 1942—1943 гг. | 1943          | ул. Красногвардейская, парк культуры и отдыха                      | Объект культурного наследия народов РФ регионального значения. Рег. № 261610737970005 (ЕГРОКН), ОКН № 2600668000 |
| 3.        | Памятник В. И. Ленину                                                                                                   | 1947          |                                                                    | Объект культурного наследия народов РФ регионального значения. Рег. № 261711163530005 (ЕГРОКН), ОКН № 2600672000 |
| 4.        | Памятник-бюст Анджиевскому Г. Г.                                                                                        | 1957          | в 42 м на юго-запад от здания Дома Культуры по ул. Анджиевского, 3 | Объект культурного наследия народов РФ регионального значения. Рег. № 261711163950005 (ЕГРОКН), ОКН № 2600671000 |

Ещё один имеющийся в посёлке памятник истории (местного значения) — Братская могила 11000 граждан, расстрелянных в 1942 г. — не зарегистрирован в реестре ЕГРОКН.
На месте расстрела 7 500 мирных жителей Кавказских Минеральных Вод находится обелиск (установлен в 1943 году); на территории братского захоронения партизан, погибших в годы Гражданской войны, и военнослужащих Советской Армии, погибших в годы Великой Отечественной войны, — мемориал «Скорбящая мать».